# Championnat d'Islande de football 2001
Navigation
Saison précédente Saison suivante
La saison 2001 du Championnat d'Islande de football était la 90e édition de la première division islandaise. Les 10 clubs jouent les uns contre les autres lors de rencontres disputées en matchs aller et retour.
Le KR Reykjavik, double tenant du titre, a tenté de le conserver face aux neuf meilleurs clubs du pays.
C'est l'ÍA Akranes qui finit en tête du championnat. Le club remporte le 18e titre de champion d'Islande de son histoire, cinq ans après son dernier sacre, qui datait de 1996 ! L'ÍBV Vestmannaeyjar se classe 2e à égalité avec le champion, tandis que le FH Hafnarfjörður, tout juste promu, termine sur le podium, 3e à 2 points seulement de l'IA.
En bas du classement, le Valur Reykjavik redescend immédiatement en 2. Deild tout comme le Breiðablik Kopavogur...

## Les 10 clubs participants
| \| Reykjavik : · Valur - KR - Fram - Vikingur ÍBK Keflavík ÍA Akranes ÍBV Vestmannaeyjar Breiðablik Kopavogur UMF Grindavík FH Hafnarfjörður \| Clubs participants |
| Reykjavik : · Valur - KR - Fram - Vikingur ÍBK Keflavík ÍA Akranes ÍBV Vestmannaeyjar Breiðablik Kopavogur UMF Grindavík FH Hafnarfjörður                          |

| Club                 | Classement 2000 | Stade            | Ville          |
| -------------------- | --------------- | ---------------- | -------------- |
| ÍA Akranes           | 6               | Akranesvöllur    | Akranes        |
| Breiðablik Kopavogur | 7               | Kópavogsvöllur   | Kopavogur      |
| FH Hafnarfjörður     | 2. Deild        | Kaplakriki       | Hafnarfjörður  |
| Fram Reykjavik       | 5               | Laugardalsvöllur | Reykjavik      |
| Fylkir Reykjavik     | 2               | Laugardalsvöllur | Reykjavik      |
| UMF Grindavík        | 3               | Grindavíksvöllur | Grindavík      |
| ÍBK Keflavík         | 4               | Keflavíkurvöllur | Keflavík       |
| KR Reykjavik         | 1               | KR-völlur        | Reykjavik      |
| Valur Reykjavik      | 2. Deild        | Hlíðarendi       | Reykjavik      |
| ÍBV Vestmannaeyjar   | 8               | Hásteinsvöllur   | Vestmannaeyjar |

## Compétition

### Classement
Le barème de points servant à établir le classement se décompose ainsi :
- Victoire : 3 points
- Match nul : 1 point
- Défaite : 0 point

| Rang | Équipe               | Pts | J  | G  | N | P  | Bp | Bc | Diff |
| ---- | -------------------- | --- | -- | -- | - | -- | -- | -- | ---- |
| 1    | ÍA Akranes           | 36  | 18 | 11 | 3 | 4  | 29 | 16 | +13  |
| 2    | ÍBV Vestmannaeyjar   | 36  | 18 | 11 | 3 | 4  | 23 | 15 | +8   |
| 3    | FH Hafnarfjörður P   | 32  | 18 | 9  | 5 | 4  | 23 | 16 | +7   |
| 4    | UMF Grindavík        | 27  | 18 | 9  | 0 | 9  | 27 | 29 | -2   |
| 5    | Fylkir Reykjavik C   | 25  | 18 | 7  | 4 | 7  | 26 | 23 | +3   |
| 6    | ÍBK Keflavík         | 23  | 18 | 6  | 5 | 7  | 27 | 30 | -3   |
| 7    | KR Reykjavik T       | 22  | 18 | 6  | 4 | 8  | 16 | 20 | -4   |
| 8    | Fram Reykjavik       | 20  | 18 | 6  | 2 | 10 | 28 | 28 | 0    |
| 9    | Valur Reykjavik P    | 19  | 18 | 5  | 4 | 9  | 19 | 26 | -7   |
| 10   | Breiðablik Kopavogur | 14  | 18 | 4  | 2 | 12 | 17 | 32 | -15  |

|  | Qualifié pour la Ligue des champions 2002-2003 |
|  | Qualifié pour la Coupe UEFA 2002-2003          |
|  | Qualifié pour la Coupe Intertoto 2002          |
|  | Relégation en 2. Deild                         |

### Matchs
| Résultats (▼dom., ►ext.)                                   | FH  | ÍA  | Val | ÍBV | Fram | Fylk | ÍBK | Brei | Grin | KR  |
| FH Hafnarfjörður                                           |     | 0-1 | 1-0 | 0-1 | 1-0  | 0-0  | 2-2 | 3-0  | 0-2  | 2-0 |
| ÍA Akranes                                                 | 2-2 |     | 2-0 | 0-0 | 1-0  | 3-0  | 2-0 | 3-1  | 3-1  | 2-0 |
| Valur Reykjavik                                            | 1-2 | 0-2 |     | 1-2 | 3-2  | 1-3  | 1-1 | 2-0  | 1-0  | 4-2 |
| ÍBV Vestmannaeyjar                                         | 0-0 | 2-2 | 2-0 |     | 1-3  | 3-1  | 1-0 | 1-0  | 3-0  | 1-0 |
| Fram Reykjavik                                             | 1-1 | 1-0 | 2-3 | 0-1 |      | 3-0  | 5-3 | 2-1  | 1-2  | 0-1 |
| Fylkir Reykjavik                                           | 0-2 | 2-1 | 0-0 | 4-0 | 4-2  |      | 2-2 | 0-1  | 2-3  | 1-0 |
| ÍBK Keflavík                                               | 3-1 | 0-1 | 1-1 | 0-2 | 2-2  | 2-1  |     | 2-1  | 0-2  | 3-1 |
| Breiðablik Kopavogur                                       | 1-2 | 2-3 | 2-1 | 1-0 | 1-0  | 0-2  | 2-4 |      | 2-4  | 0-0 |
| UMF Grindavík                                              | 1-2 | 3-0 | 2-0 | 3-1 | 1-3  | 0-4  | 1-2 | 2-1  |      | 0-2 |
| KR Reykjavik                                               | 1-2 | 2-1 | 0-0 | 0-2 | 2-1  | 0-0  | 2-0 | 1-1  | 2-0  |     |
| - Victoire à domicile - Match nul - Victoire à l'extérieur |     |     |     |     |      |      |     |      |      |     |

## Bilan de la saison
| Tableau d'Honneur                 |                  |
| Compétition                       | Vainqueur        |
| Championnat d'Islande de football | ÍA Akranes       |
| Coupe d'Islande de football       | Fylkir Reykjavik |
| Coupe de la Ligue                 | KR Reykjavik     |
| Supercoupe d'Islande de football  | Non disputée     |

| Qualifications européennes    |                                     |
| Ligue des champions 2002-2003 | Qualifié                            |
| 1er tour                      | ÍA Akranes                          |
| Coupe UEFA 2002-2003          | Qualifiés                           |
| 1er tour                      | ÍBV Vestmannaeyjar Fylkir Reykjavik |
| Coupe Intertoto 2002          | Qualifié                            |
| 1er tour                      | FH Hafnarfjörður                    |

| Promotion et relégation |                                      |
| Relégués en 2. Deild    | Valur Reykjavik Breiðablik Kopavogur |
| Promus en 1. Deild      | þor Akureyri KA Akureyri             |

## Meilleurs buteurs
| # | Buteurs               | Clubs              | Nb de Buts |
| - | --------------------- | ------------------ | ---------- |
| 1 | Hjörtur Hjartarson    | ÍA Akranes         | 19         |
| 2 | Asmundur Arnarsson    | Fram Reykjavik     | 10         |
| 3 | þorarinn Kristjansson | ÍBK Keflavík       | 9          |
| 3 | Gretar Hjartarson     | UMF Grindavík      | 9          |
| 5 | Tomas Ingi Tomason    | ÍBV Vestmannaeyjar | 8          |